# Garance Reggae Festival
Pour les articles homonymes, voir Garance.
 (juin 2025).
Motif : pas/peu de sources d'intérêt national et justifiant l'admissibilité
- Archive Wikiwix
- Bing
- Cairn
- DuckDuckGo
- E. Universalis
- Gallica
- Google
- G. Books
- G. News
- G. Scholar
- Persée
- Qwant
- (zh) Baidu
- (ru) Yandex
- (wd) trouver des œuvres sur Wikidata

| 1. | Préciser le motif de la pose du bandeau. | Précisez le motif de la pose du bandeau en utilisant la syntaxe suivante : {{admissibilité à vérifier\|date=juin 2025\|motif=remplacez ce texte par le motif}}                               |
| 2. | Informer les utilisateurs concernés.     | Pensez à avertir le créateur de l'article, par exemple, en insérant le code ci-dessous sur sa page de discussion : {{subst:avertissement admissibilité à vérifier\|Garance Reggae Festival}} |

Le Garance Reggae Festival est parmi les plus grands festivals de reggae, dub, roots et dancehall organisé en France. Il a été créé en juillet 1989 à Paris et était organisé à Bagnols-sur-Cèze jusqu'en 2014. Il a été remplacé par le Bagnols Reggae Festival organisé à Bagnols-sur-Cèze chaque année fin juillet.

## 1reédition (1989)
À Paris.

## 12eédition (2003)
À Paris.
Garance Reggae Festival, le 28 juin 2004 à partir de 20 heures au Palais omnisports Paris-Bercy, 8, boulevard de Bercy, Paris XIIe.
Au programme de cette édition:
Buju Banton, Sean Paul, Israel Vibrations & the Roots Radics, Anthony B, Morgan Heritage, Patrice, Baby G, Sweety, Junior Kelly et Kana
Source: Le Parisien

## 13eédition(2004)
Le 25 juin à Paris, Bercy.
Quelques artistes :
Admiral T
Lucky Dube
Capleton
Steel Pulse
Luciano
T.O.K.
Beenie Man
...
Source: 20Minutes 

## 14eédition(2005)
Festival annulé à cause de propos ségrégationnistes et homophobes tenus par certains artistes prévus d'y figurer.
Le 2 juillet 2005 au Parc des expositions de la porte de Versailles à Paris :
Yellowman, Sizzla, Admiral T, Seeed, Ken Boothe, Barrington Levy, Groundation, Top Cat, Shinehead, General Levy, Tanto Metro & Devonte, Lord Kossity Featuring Daddy Mory & Krys, et Stone Love Sound System

## 16eédition(2007)
À Paris.

### Festival reggae
- Vendredi 29 juin : Morgan Heritage, Stephen Marley, Horace Andy & Dub Asante Band, Bitty Mc Lean avec Sly & Robbie
- Samedi 30 juin: Steel Pulse, Dub Incorporation, Fat Freddy's Drop, Winston Mc Anuff & Homegrown Band

### Festival dub
- 29 juin: King Shiloh, Channel One feat. Mikey Dread & Mc Ras Kaleyb
- 30 juin: Aba Shanti I, Twilight Circus feat. Brother Culture, Blackboard Jungle

## 17eédition(2008)

### Festival principal
Au Zénith de Paris les 27 et 28 juin.
- vendredi 27 : Tiken Jah Fakoly, Admiral T, Neg'Marrons et Ziggi & Renaissance Band
- samedi 28 : Shaggy, Collie Buddz (& The New Kingston Band), et The Black Seeds.

### Festival Off
Au Cabaret Sauvage, avec DJ Mike One :
- vendredi 27 : Mighty Crown
- samedi 28 : Massive B

## 18eédition(2009)
Du 31 mai au 6 juin à Paris.
- 31 mai : Jah Mason, Chezidek, Takana Zion à l'Élysée Montmartre
- 5 juin : Finley Quaye, Ken Boothe & Bob Andy et Natty à la Grande Halle de la Villette
- 5 juin : Saxon Sound Feat. General Levy, Black Roses Sound System, Blackboard Jungle Sound System à Le Trabendo
- 6 juin : Barrington Levy, Don Carlos et Queen Omega à la Grande Halle de la Villette
- 6 juin : Jah Shaka et Blackboard Jungle Sound System à Le Trabendo.

## 19eédition(2010)
L'édition 2010 a eu lieu à Bagnols-sur-Cèze du 28 au 31 juillet.
Jah Mason, Bunny Wailer, Mavado, Jah Cure, Junior Byles, John Holt, Barrington Levy, Raggasonic, Tarrus Riley, Luciano, Big Youth, Toots & The Maytals, Alborosie & Shengen Clan, Turbulence, Ijahman, Winston Mcanuff, Matthew Mcanuff, Inna De Yard All Stars, Tu Shung Peng, Ras Daniel Ray, Spyda Team, U-Roy, Charlie Chaplin, Brigadier Jerry, Josey Wales, Jahlovemuzik Feat. Culture Dan, King Stur Gav

## 20eédition(2011)
L'édition 2011 a eu lieu du 27 au 30 juillet au parc Arthur-Rimbaud de Bagnols-sur-Cèze

### Programmation

#### Mercredi 27 juillet
Burning Spear, King Stitt, Prince Jazzbo, Dillinger, Willi Williams, Dawn Penn, Winston Francis, Lone Ranger, Alpheus, Jim Brown, Carlton Livingston, Soul Stereo, Steppin Forward, T.I.T, Lion Youth, O.B.F., Blackboard Jungle

#### Jeudi 28 juillet
Jimmy Cliff, Midnite, Sly+Robbie Feat. Junior Reid, Ken Boothe, Clinton Fearon, Natty, Carl Meeks, Sandeeno, Jahtari, O.B.F., Blackboard Jungle

#### Vendredi 29 juillet
Third World, Tiken Jah Fakoly, Junior Kelly, Johnny Clarke, Horace Andy, Twinkle Brothers, Kayamanga, Jah Shaka, King Jammy's Live Set, O.B.F., Blackboard Jungle

#### Samedi 30 juillet
Gyptian, Danakil, Tony Rebel, Queen Ifrica, Lutan Fyah, Max Romeo, Pressure, Protoje, Iration Steppas, Ft. Maki Banton & Yt, Gussie P Feat. Prince Livijah, Hughie Izachaar, O.B.F., Blackboard Jungle

## 21eédition(2012)
L'édition 2012 a eu lieu au parc Arthur-Rimbaud à Bagnols-sur-Cèze du 25 au 28 juillet.

### Artistes
Sizzla, Busy Signal, Israel Vibration, Coco Tea, Beres Hammond, Johnny Osbourne, Alpha Blondy, Groundation, Ernest Ranglin & Monty Alexander & Sly & Robbie, Mighty Diamonds, Freddie McGregor, The Abyssinians, Bob Andy, Leroy Smart, Derrick Morgan, I Threes feat. Rita Marley, Marcia Griffiths, Pam Hall, Morgan Heritage, Jamaica All Stars, Lloyd Parks, Derajah & Donkey Jaw Bone, Raging fyah, Biga Ranx

### Sound Systems
King Jammy Vs Mad Professor, Downbeat the Ruler vs. Soul Stereo, Aba Shanti I, King Alpha, Rootsting feat. Murray Man, Dubkasm feat. Solo Banton, OBF, Blackboard Jungle...

## 22eédition (2013)
L'édition 2013 a eu lieu au parc Arthur-Rimbaud à Bagnols-sur-Cèze du 24 au 27 juillet 2013..

### Artistes
Mercredi 24 juillet :
Dub Station Corner :
Chinese Man Sound System - Killamanjaro vs. Soul Stereo - Blackboard Jungle
Lions Arena :
King Earthquake meets Iration Steppas feat. Brother Culture
Jeudi 25 juillet :
Grande Scène : Ky-mani Marley - Ini Kamoze - Konshens - Inner Circle feat. Addis Pablo (Special Show Tribute To Jacob Miller)
Don Carlos - Cornell Campbell - Mo'Kalamity
Dub Station Corner : Channel One - Unitone - Blackboard Jungle
Vendredi 26 juillet :
Grande Scène : Dub Inc. - Steel Pulse - Busy Signal - Everton Blender - Stranger Cole - The Tamlins - Tiwony
Dub Station Corner :King Jammy's Live Set feat. Johnny Osbourne & Lone Ranger - Blackboard Jungle Sound System feat. Reality Souljahs, Afrikan Simba, Christine Miller, Dixie Peach - T.I.T
Samedi 27 juillet :
Grande Scène : Sizzla - Michael Rose feat. Sly & Robbie - jah mason - Lee Perry & Omar Perry - John Holt - Naâman.
Finaliste Tremplin « Young Lions » (Festival Off Garance Reggae)
Dub Station Corner : Jah Shaka - Salomon Heritage Feat. Ras Tweed - Blackboard Jungle Sound System feat. Reality Souljahs, Afrikan Simba, Christine Miller, Dixie Peach

## 23eédition (2014)
L'édition 2014 a eu lieu au parc Arthur-Rimbaud à Bagnols-sur-Cèze du mercredi 23 juillet 2014 au samedi 26 juillet 2014.

### Artistes
Danakil, Black Roots...

## 24eédition(2015)
Annulation à mi-décembre du maire de Bagnols-sur-Cèze, les organisateurs cherchent un lieu pour que le festival continue de vivre. Malheureusement le public désespéré cherche en vain d'avoir des nouvelles des organisateurs.